# Rodrigo Espina
Rodrigo Espina (Buenos Aires, 1957 – ibídem, 24 de febrero de 2022) fue un director de cine argentino. Se formó cinematográficamente con maestros como Ricardo Becher, Miguel Guerberoff, y Ricardo Monti.

## Primeros años
Realizó sus estudios primarios y secundarios en el Colegio Labarden de San Isidro, donde comenzó a tomar fotografías y colaboró en la revista del colegio. Tras egresar, estudió Periodismo en la Universidad John F. Kennedy.

## Trayectoria cinematográfica
En 1979 comenzó a trabajar en Gil-Smith & Asociados, convirtiéndose rápidamente en Asistente de dirección de Ricardo Becher, quien también fue uno de sus maestros. Paralelamente estudió Cine en Cecinema de José Santiso, contando con maestros como el propio Santiso, Alfredo Oroz, y José de León.
Al año siguiente realizó su primer cortometraje, Añoranza, de 14 minutos de duración, y rodado en Super-8. Gracias a su trabajo, recibió una Mención en el Premio Coca Cola de las Artes y las Ciencias. Meses más tarde produjo su segundo cortometraje, Diego. Últimos Momentos, filmado en película de 16 mm.
En 1982, tras pasar por varios institutos de enseñanza cinematográfica, entró a trabajar como asistente de dirección en la afamada productora de cine publicitario, Stuart-Carvajal Producciones. 
En 1983 se convirtió en el asistente de dirección de Luis Puenzo, realizando el casting de La Historia Oficial, que ganó el Oscar a Mejor Película en Lengua Extranjera. Al poco tiempo fundó junto a Juan Scoufalos y Gianni Tosello, Casting, la primera productora de casting de Argentina que se convirtió en la empresa líder en el mercado latinoamericano, realizando más de 2.000 cástines publicitarios para todo el mundo, y elencos de varios largometrajes entre ellos: Tango Feroz de Marcelo Piñeyro.
En 1986 filmó su tercer cortometraje, El día que reventaron las lámparas de gas, protagonizado por Luca Prodan, Luis Ziembrowsky, Alejandra Flechner, María José Gabin, Roberto Catarineu, y un gran elenco perteneciente al Teatro Parakultural, uno de los referentes culturales de fines de los 80. Dos años más tarde, produjo su cuarto cortometraje, El sueño del Tata, realizado en video U-matic, y protagonizado por Guillermo Mazzota, Jessica Schultz, Luis Aranosky, y un elenco formado, nuevamente, por actores de la escena underground porteña.
En 1991 se convirtió en el director de video de la banda de rock Las Pelotas, realizando junto a Roberto Bonomo —aunque posteriormente, de forma autónoma— los videoclips de la primera década de la banda. Muchos de ellos fueron premiados por el Si! de Clarín, los Premios ACE, y rotaron por más de 10 años de cobertura en shows en vivos.
A comienzos de la década del 2000, se ocupó de rodar videoclips para otras bandas argentinas, como Los Piojos, Los Caligaris, Wilkins, El General Paz & La Triple Frontera; esta última fue con la que realizó una tarea muy parecida a la hecha con Las Pelotas.
En el 2007 se muda nuevamente a Buenos Aires y estrena su primer largometraje, el documental musical Luca, que presenta la vida del músico Luca Prodan. Fue un éxito de la cultura underground, y recibió excelentes críticas. Fue ganadora del Inedit en Santiago de Chile, y fundamentalmente, con una forma alternativa de exhibición, con más de 120 mil espectadores, cifra que crece todos los años, ya que se sigue proyectando de la misma forma en que se estrenó y continua convocando un público que la convierte en película de culto. La revista Rolling Stone la declara la mejor película del rock argentino.
A partir de 2008 comenzó a dirigir para la productora Argentinacine, que alterna material audiovisual entre clips, documentales, making-of, videos institucionales, proyectos de televisión, y fundamentalmente con CM, con quienes realiza más de 70 banners con las más diversas bandas de la música argentina (entre ellas: Adrian Otero, JAF, Airbag, Alika, Andrea Álvarez, Attaque 77, Brancaleone, Carajo, Melendi, Tan Bionica, Macaco, Las Pastillas del Abuelo, Rescate, Sponsors, Sr. Flavio, Infierno 18, Deborah de Corral, MR, Los Pericos, Cadena Perpetua, El Otro Yo, Valeria Gastaldi, Viticus, Smitten, Jóvenes Pordioseros, Guillermo Beresñak, Los Umbanda, Javier Martínez & Clavo, O'Connor, La Mississippi, Pier, Hanna, Gitanos, Oliva, Leonchalon, D-mente, Las Manos de Filippi, El Bordo, Super Ratones, Horcas, Copi Corellano, Ian, El Atolón de Funafuti, La Mosca, Tony 70, Leo García, Los Rancheros, Loli Molina, Joe Fernández, Fabián Gallardo, Hilda Lizarazu, Coral, Mau, Richard Coleman, Karamelo Santo, entre otros).

## Fallecimiento
El 24 de febrero de 2022, Rodrigo Espina fue hallado sin vida en su casa a los 64 años.
Al momento de su fallecimiento se encontraba trabajando en diversos proyectos cinematográficos. Entre ellos: 
- Una coproducción con Argentina, Italia, Francia y Colombia.
- Un documental sin título.
- Una película sobre Carlos Gardel.
- Una película sobre una historia bestial, de cazadores y cazados, ambientada en el año 2042.
- Una película sobre La Mona Jiménez.[5]
- Un largometraje de ciencia ficción.
- Un largometraje musical de ficción.
- Una película sobre el Megatherium.

## Filmografía

### Guion y dirección
- Añoranza (cortometraje, 1980)
- Diego. Últimos momentos (cortometraje, 1980)
- El día que reventaron las lámparas de gas (cortometraje, 1986)
- El sueño del Tata (cortometraje, 1988)
- Las Pelotas (documental musical, 2002)
- Luca (documental, 2007)
- Crónicas del fin del mundo (documental, 2010)

### Asistente de dirección
- La historia oficial (largometraje, 1985)
- La gente de la Universal (largometraje, 1995)

## Videografía
- Orugas - Las Pelotas (1994)
- Hola, ¿qué tal? - Las Pelotas (1995)
- Captain America - Las Pelotas (1997)
- Generación - Las Pelotas (1999)
- Será - Las Pelotas (2003)
- Bicho de ciudad - Los Piojos (2008)
- Carnavalero - El General Paz y La Triple Frontera (2009)
- Corazón - Brancaleone (2009)
- Errar es Inhumano - El General Paz y La Triple Frontera (2010)
- Luces de cristal - El General Paz y La Triple Frontera (2013)
- Surferos del Alma (por el Mar)  - El General Paz y La Triple Frontera (2013)
- Alegría - El General Paz y La Triple Frontera (2014)
- La Royal - Alejandro Kaplan (2015)
- Como una estrella - Las Pelotas (2016)
- Misteriosa Afinidad - El General Paz y La Triple Frontera (2020)
- Puñalas - Bramador (2021)